# Vidre flint
El vidre flint és, juntament amb el vidre crown, una de les menes bàsiques de vidre òptic, amb un baix nombre d'Abbe (i, per tant, amb una alta dispersió). Es defineix de manera convencional com a vidre amb un nombre d'Abbe comprès entre 55 i 50, o fins i tot menys. Habitualment presenta un índex de refracció que pot estar entre 1,45 i 2,00.
Una lent còncava de vidre flint generalment es combina amb una lent convexa de vidre crown per produir una lent amb un doblet acromàtic gràcies a la compensació de les seves propietats òptiques, cosa que redueix l'aberració cromàtica.
Pel que fa a la denominació flint (‘sílex’, en anglès)', deriva dels nòduls de sílex (trobats en els dipòsits de guix del sud-est d'Anglaterra) utilitzats com a font de sílice d'alta puresa per George Ravenscroft cap a 1662 per produir un vidre de potassi i plom, precursor del vidre de plom anglès.
Tradicionalment, els vidres flint eren vidres de plom amb un contingut d'òxid de plom(II) d'entre el 4% i el 60%; la fabricació i l'eliminació d'aquests vidres era una font de contaminació. En molts vidres flint moderns, els òxids de plom són reemplaçats per altres òxids metàl·lics com el diòxid de titani i el diòxid de zirconi, sense alterar-ne significativament les propietats òptiques del vidre.